# Томски държавен университет
Национален изследователски Томски държавен университет (на руски: Национа́льный иссле́довательский То́мский госуда́рственный университе́т) е един от най-големите и престижни университети в Сибирска област. Университетът е и първият в азиатската част на Русия (фактически първият руски университет на изток от бреговете на Волга). Той е един от 30-ината национални изследователски университета в Руската федерация, определени с конкурс да извършват (освен обучение) и научни изследвания.

## История
Университетът е основан с постановление на Държавния съвет на Руската империя през 1878 г. Две години по-късно започва изграждането на собствена сграда, и университетът е открит на 22 юли 1888 г., с един факултет – медицински (през 1930 г. този факултет е преобразуван в Томски медицински институт). Първият ректор на университета е Николай Александрович Гезехус. Томският университет получава статут на държавен в началото на 1920-те години. До 1957 г. в университета е действал филиал на Академията на науките на СССР.

## Структура
Днес университетът е структуриран в 24 факултета, филиал на Новосибирския юридически институт, 5 научноизследователски института. Тук се обучават 23 000 студента, 800 аспиранта и докторанта.
Гордост на университета са неговата научна библиотека (4 млн. екз., музей на редките книги) и Сибирската ботаническа градина.

## Култура
Към университетът има сформирани симфоничен и джаз оркестър „ТГУ-62“, хор, литературно-художествен театър, състав по народни танци и други танцови състави, литературни клубове.

## Спорт
Към университетът има шахматен клуб, клуб по туризъм, клуб по карате.

## Ръководство
- Галажинский Едуард Владимирович – ректор
- Майер Георгий Владимирович – президент